# 부산광역시경찰청

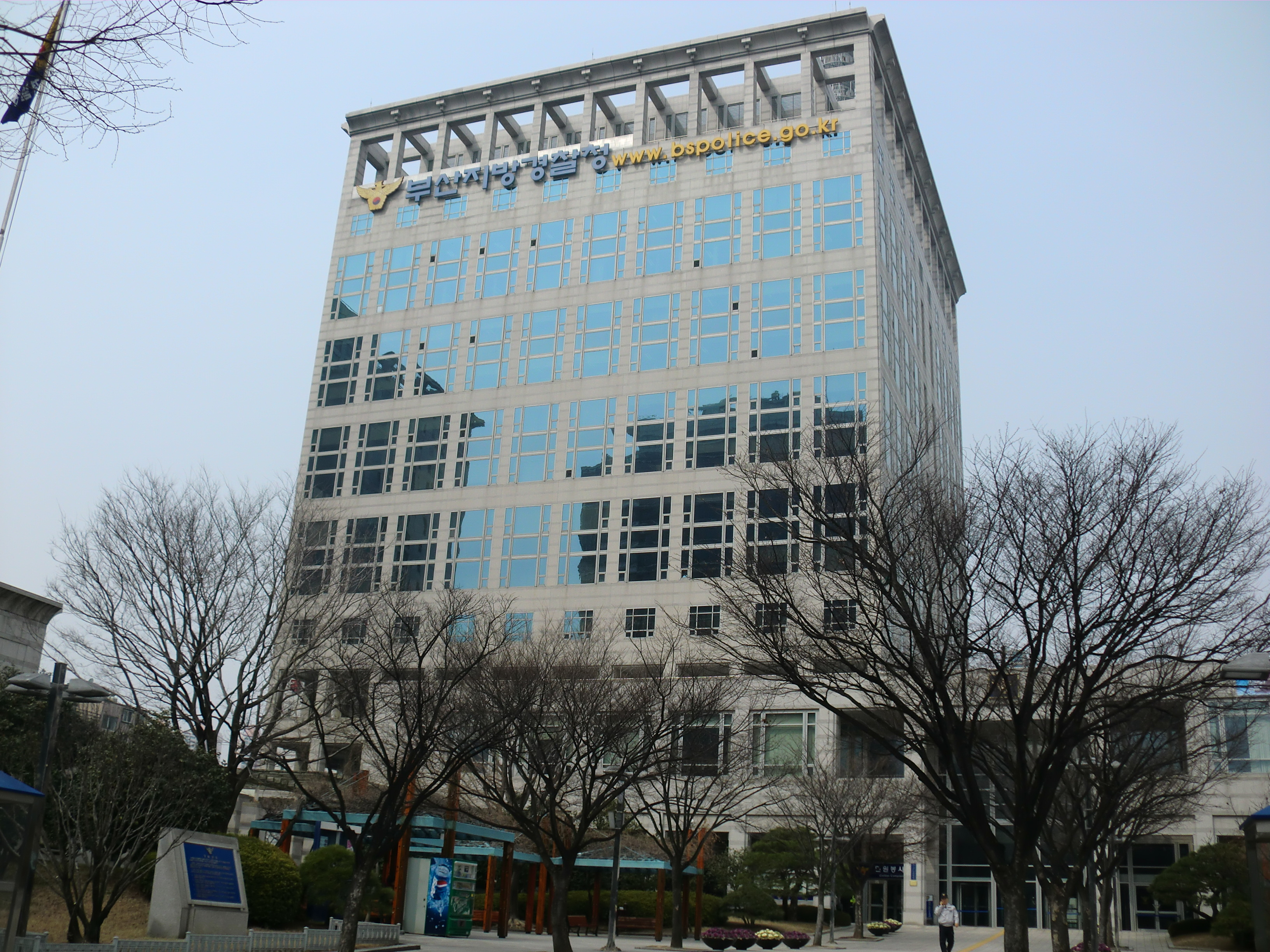
부산경찰청 청사

부산광역시경찰청(釜山廣域市警察廳, Busan Metropolitan Police Agency)은 부산광역시의 치안에 관한 사무를 관장하는 기관이다. 청장은 치안정감으로 보한다. 약칭은 부산경찰청이다.

## 연혁
- 1963년 1월 1일: 부산직할시 경찰국 설치
- 1991년 8월 1일: 부산직할시지방경찰청으로 변경
- 1995년 1월 1일: 부산광역시지방경찰청으로 변경
- 2021년 1월 1일: 자치경찰제 도입에 따라 부산광역시경찰청으로 변경

## 조직
청장
- 홍보담당관
- 청문감사담당관
- 김해공항경찰대
- 경찰특공대
- 기동본대
- 제1기동대
- 제2기동대
- 제3기동대

| - 경무과 - 경무계 - 기획예산계 - 인사계 - 교육계 - 경리계 - 정보화장비과 - 정보화장비기획계 - 정보통신운영계 - 장비관리계 - 교통과 - 교통계 - 안전계 - 관제계 - 면허계 - 교통조사계 - 교통순찰대 - 고속도로순찰대 - 경비과 - 경비계 - 작전의경계 - 경호계 - 항공대 |

| - 112종합상황실 - 생활안전과 - 생활안전계 - 생활질서계 - 지하철경찰대 - 여성청소년과 - 여성보호계 - 아동청소년계 - 수사과 - 수사1·2계 - 사이버수사대 - 이의조사팀 - 금융범죄수사대 - 형사과 - 강력계 - 폭력계 - 과학수사계 - 광역수사대 - 마약수사대 |

## 경찰관서
| - 부산기장경찰서 - 부산해운대경찰서 - 부산금정경찰서 - 부산북부경찰서 | - 부산동래경찰서 - 부산연제경찰서 - 부산남부경찰서 - 부산동부경찰서 | - 부산진경찰서 - 부산사상경찰서 - 부산서부경찰서 - 부산중부경찰서 | - 부산영도경찰서 - 부산사하경찰서 - 부산강서경찰서 |

### 직할기관
- 부산경찰특공대 : 부산광역시 해운대구 반송순환로 100-53
- 부산경찰항공대 : 1995년 11월 28일[3]에 창설되었다.

## 사건·사고 및 논란

### 권기선 지방청장 상습 욕설 논란
2015년 1월 7일 오전 열린 간부회의에서 한 총경급 간부가 "권기선 청장이 도를 넘는 욕설과 모욕적인 발언을 했다"며 공식 해명을 요구했고, 권기선 부산경찰청장은 해당 총경을 만나 유감을 표시했다. 권기선 청장은 "친근한 분위기 속에서 소통하며 일하자는 취지였는데 욕심이 앞서 과한 언행이 나왔다. 앞으로 조심하겠다"고 해명했다. 한·아세안 특별정상회의 준비기간인 2014년 12월 권기선 청장이 행사장인 벡스코를 점검하던 중 준비단 간부에게 심한 욕설을 내뱉기도 하였고, 비슷한 시기 또 다른 총경급 간부 역시 민간인이 지나다니는 한 호텔 로비에서 권기선 청장으로부터 모욕적인 발언을 10여 분 동안 들어야 했던 것으로 알려졌다.

### 예능 출연자 포상 논란
2015년 12월에 무한도전 멤버들이 '무도 공개수배'라는 이름으로 부산에서 현직 형사들과 추격전을 벌였다. 이때 출연한 형사 3명에게 '경찰의 이미지를 개선하였다'는 이유로 부산광역시지방경찰청장의 명의로 표창장과 포상휴가를 수여하였는데, 예능 프로그램에 출연한 경찰관과 실제 범인을 검거한 경찰관을 똑같이 대우해 포상을 주는 것은 형평성에 어긋난다는 주장이 있다. 이에 부산광역시지방경찰청은 '표창을 수여할 만한 상황이라고 판단했다'고 밝혔다.

### 비위 학교 전담 경찰관의 처분 논란
2016년에 부산연제경찰서와 부산사하경찰서 소속의 학교 전담 경찰관이 자신이 관리하는 여고생과 성관계를 가진 사실이 문제가 되자 사표를 제출하였다. 부산광역시지방경찰청은 이러한 사실을 모르고 사표를 수리하였다고 주장하였으나, 청소년 보호기관에서 2016년 6월 9일에 부산광역시지방경찰청에 이 사실을 신고하였고, 해당 경찰서로 사건을 이첩하였으나 해당 경찰서에서 사건을 은폐하였다. 이로 인해 부산광역시교육청은 학교 전담 경찰관의 활동을 중지해 줄 것을 요청하였고, 부산광역시지방경찰청은 이를 받아들여 학교 전담 경찰관의 교내 활동을 잠정 중단시켰다.